# Jeux panarabes de 2004
 (mars 2023).
Si vous disposez d'ouvrages ou d'articles de référence ou si vous connaissez des sites web de qualité traitant du thème abordé ici, merci de compléter l'article en donnant les références utiles à sa vérifiabilité et en les liant à la section « Notes et références ».
Navigation
Édition précédente Édition suivante
Les 10e Jeux panarabes sont l'édition des Jeux panarabes qui a eu lieu à Alger, Blida, Annaba et Oran en Algérie du 24 septembre au 10 octobre 2004. Vingt-deux pays y ont participé dans vingt-six sports différents. Les Jeux devaient à l'origine se tenir en 2003 mais sont finalement repoussés après le Séisme de 2003 à Boumerdès,,.

## Pays participants
22 pays participent à ces jeux :
| - Algérie - Arabie saoudite - Bahreïn - Comores - Djibouti - Égypte - Émirats arabes unis - Irak | - Jordanie - Koweït - Liban - Libye - Maroc - Mauritanie - Oman - Palestine | - Qatar - Somalie - Soudan - Syrie - Tunisie - Yémen |

## Épreuves
| - Athlétisme (résultats) - Athlétisme handisport - Aviron - Badminton - Basket-ball - Basket-ball en fauteuil roulant - Beach-volley - Boxe - Cyclisme sur piste | - Cyclisme sur route - Échecs - Équitation - Escrime - Goal-ball - Gymnastique artistique - Haltérophilie - Judo - Karaté | - Kickboxing - Lutte (résultats) - Natation - Taekwondo - Tennis - Tennis de table - Voile - Volley-ball (résultats) |

## Médailles par pays
Tableau des médailles par pays, :
- (H) Pays hôte

| Rang | Nation              | Or | Argent | Bronze | Total |
| ---- | ------------------- | -- | ------ | ------ | ----- |
| 1    | Algérie (H)         | 91 | 89     | 87     | 267   |
| 2    | Égypte              | 81 | 52     | 49     | 182   |
| 3    | Tunisie             | 46 | 39     | 47     | 132   |
| 4    | Syrie               | 24 | 30     | 36     | 90    |
| 5    | Maroc               | 21 | 38     | 41     | 100   |
| 6    | Arabie saoudite     | 16 | 20     | 18     | 54    |
| 7    | Irak                | 13 | 24     | 34     | 71    |
| 8    | Jordanie            | 11 | 19     | 31     | 61    |
| 9    | Libye               | 5  | 2      | 3      | 10    |
| 10   | Émirats arabes unis | 4  | 5      | 10     | 19    |
| 11   | Koweït              | 3  | 6      | 18     | 27    |
| 12   | Qatar               | 3  | 5      | 18     | 26    |
| 13   | Liban               | 3  | 3      | 5      | 11    |
| 14   | Yémen               | 3  | 1      | 4      | 8     |
| 15   | Soudan              | 2  | 6      | 3      | 11    |
| 16   | Bahreïn             | 2  | 1      | 3      | 6     |
| 17   | Palestine           | 0  | 1      | 1      | 2     |
| 18   | Oman                | 0  | 1      | 0      | 1     |
| 19   | Somalie             | 0  | 0      | 0      | 0     |
| 19   | Djibouti            | 0  | 0      | 0      | 0     |
| 19   | Mauritanie          | 0  | 0      | 0      | 0     |
| 19   | Comores             | 0  | 0      | 0      | 0     |